# Wahlen 1927
◄◄ | ◄ | 1923 | 1924 | 1925 | 1926 | Wahlen 1927 | 1928 | 1929 | 1930 | 1931 | ► | ►►

Weitere Ereignisse
Folgende Wahlen fanden 1927 unter anderem statt:
- die Kommunalwahlen in Estland 1927
- am 3. April die Landtagswahl in Salzburg
- am 24. April die:
  - Nationalratswahl in Österreich
  - Landtagswahl im Burgenland
  - Landtagswahl in Kärnten
  - Landtagswahl in Niederösterreich
  - Landtagswahl in der Steiermark
  - Landtags- und Gemeinderatswahl in Wien
- am 9. Oktober die Bürgerschaftswahl in Hamburg
- am 13. November die Volkstagswahl in Danzig
- am 13. November die Landtagswahl im Volksstaat Hessen 1927
- Parlamentswahl in Bulgarien  (29. Mai); Andrei Ljaptschew bleibt Ministerpräsident
- Präsidentschaftswahl in Chile am 22. Mai: Carlos Ibáñez del Campo erhält 98 % der Stimmen
- Parlamentswahl in Finnland
- Parlamentswahlen in Island  (9. Juli). Danach wird Tryggvi Þórhallsson zum Nachfolger des bisherigen Premierministers Jón Þorláksson gewählt.
- Parlamentswahl im Königreich Jugoslawien (11. September)
- Parlamentswahl im Libanon
- Liberia:
  - Parlamentswahl
  - Präsidentschaftswahl: Charles D. B. King wird wiedergewählt
- Parlamentswahlen in Nicaragua
- Parlamentswahl in Norwegen
- Präsidentschaftswahl in El Salvador; der einzige Kandidat ist Pío Romero Bosque